# Dioctophyma renale

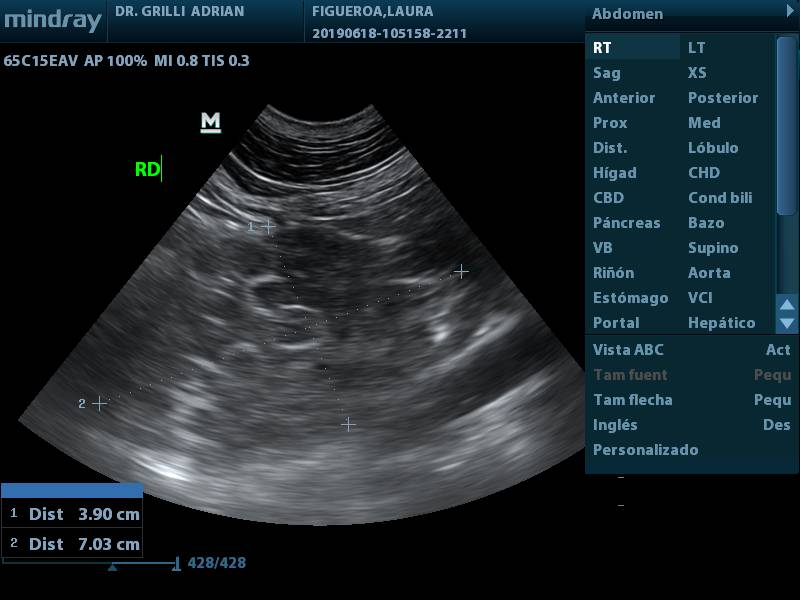
Ecografía de riñón derecho en canino hembra infestado con D. renale.

Dioctophyme renale o Dioctophyma renale es considerado el más grande de los nemátodos parásitos, comúnmente conocido como el "gusano gigante de riñón". Ha sido descrito fundamentalmente en mustélidos y cánidos: visón, lobo, perro, hurón, nutria, zorro, perro vinagre, oso, cerdo, rata, foca, y, accidentalmente en el hombre.

## Epidemiología
Aunque D. renale es un parásito cosmopolita, se distribuye con menos frecuencia en África y Oceanía. Los casos humanos son debidos al consumo crudo de peces o ranas importados desde Oriente, principalmente en regiones en torno al Mar Caspio, como Irán. 
Aunque las infecciones en humanos se producen muy raramente, son más comunes en zonas de clima templado.
La prevalencia puede ser alta en regiones donde existen poblaciones de visón, tales como porciones de Ontario o Minnesota.
En España el mayor número de casos se han hallado en perros, sobre todo en provincias como Granada, Murcia o Madrid.

## Morfología
Los gusanos machos adultos miden unos 20-40 cm de largo y 5-6 mm de ancho, sin embargo la hembra puede alcanzar de 60 a 100 cm de longitud x 7 mm de anchura. Ambos sexos aparecen de color rojo brillante en color y forma cónica. 
Los huevos que contienen el embrión miden alrededor de 60-80 micrómetros x 39 a 47 micrómetros, de forma ovalada y tono café amarillo. Los huevos tienen una cáscara gruesa con una superficie característica.

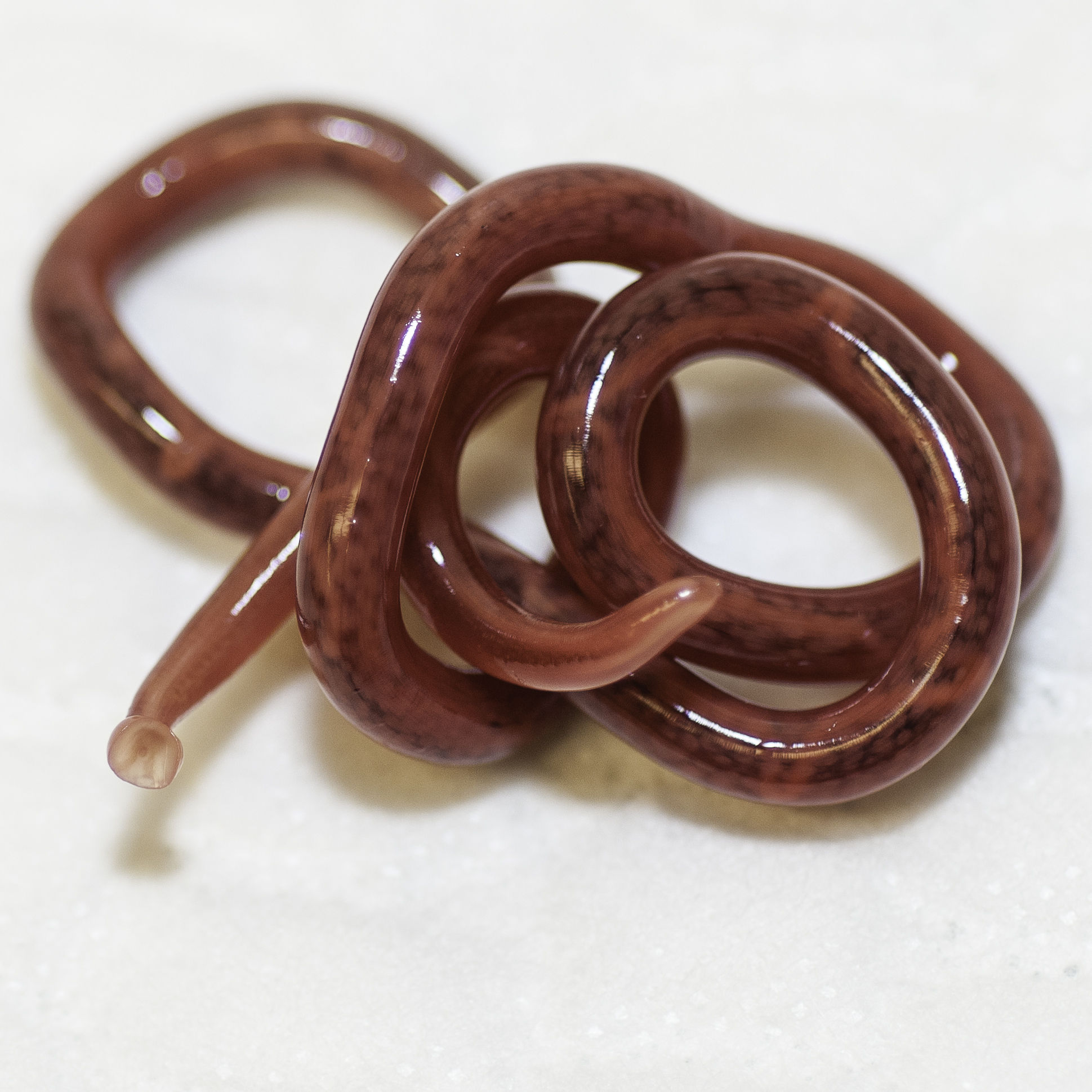
Dioctophyme renale

## Transmisión y ciclo biológico
Los huevos producidos por la hembra pasan a la orina y son, sucesivamente, expulsados en ambiente hídrico donde sufren modificaciones. En agua la L1 se desarrolla en una semana y ésta es ingerida por su hospedador intermedio, Lumbriculus variegatus, donde evoluciona hasta L3. 
El hospedador definitivo se infecta ingiriendo el anélido (L. varientus) infectado, o uno de sus depredadores (peces, ranas).  
La larva, una vez que ha llegado, de este modo, al intestino del perro o de otro hospedante definitivo (accidentalmente al hombre), supera la barrera intestinal y se localiza en la pelvis renal, donde tendrá lugar la producción de huevos, de tal manera que éstos viven normalmente en la pelvis renal, en los uréteres y en la vejiga, aunque a veces pueden encontrarse en la cavidad peritoneal, nódulos subcutáneos, etc. 
Solamente la localización renal lleva a la eliminación de huevos con la orina. Las restantes ubicaciones ectópicas son "sin salida".
SALVADOR, F. (18Feb2014). «Dioctophyma renale, ubicación aberrante del parásito  adulto.» (Artículo).  En Unidad de Ecografía., ed. Artículo. Buenos Aires: Hospital Escuela. FCV. UBA. Archivado desde el original el 4 de marzo de 2016. Consultado el 19Feb2014. «Dioctophyma renale».

## Presentación clínica en humanos
Los individuos con infección por Dioctophyma renale presentan síntomas inespecíficos que incluyen hematuria (sangre en orina), nefritis, dolor lumbar, ampliación renal y / o cólico a causa de la destrucción del parénquima renal. En algunos casos, la fibrosis que se produce después de la infección por el parásito es un hallazgo realizado mediante en ecografía o tomografía computarizada, imitando el cáncer renal, lo que lleva a la nefrectomía radical. 
El parénquima renal va siendo completamente destruido a medida que los parásitos se desarrollan hasta que prácticamente sólo permanece la cápsula renal, que envuelve a los Dioctophyma, pero los gusanos adultos normalmente sólo afectan a un riñón (derecho), por lo que el riñón no infectado suele ser capaz de suplir la función renal. Sin embargo, la inflamación del parénquima puede llevar a la muerte en circunstancias extremas.
«Dioctophyma renale». «sangre en la orina (hematuria)».

## Diagnóstico
La única forma de obtener un diagnóstico definitivo es a través de la identificación de huevos de D.renale en la orina de un paciente cuando el parásito está en la sede renal. Sin embargo, la obtención de los antecedentes del paciente (es decir, si el paciente ha consumido pescado poco cocido o crudo de agua dulce) es un primer paso importante que se puede complementar con los exámenes radiológicos. 
Probablemente debido a la rareza de los casos humanos, no existe un tratamiento estándar para D. renale. El único medio conocido es la extirpación quirúrgica de cualquiera de los gusanos adultos o el riñón infectado. La nefrectomía es generalmente considerada extrema de los casos humanos. 

## Profilaxis
No permitir que el perro se alimente con peces de agua dulce si antes no se han cocido suficientemente.